# Dorfkirche Neuhof (Jüterbog)

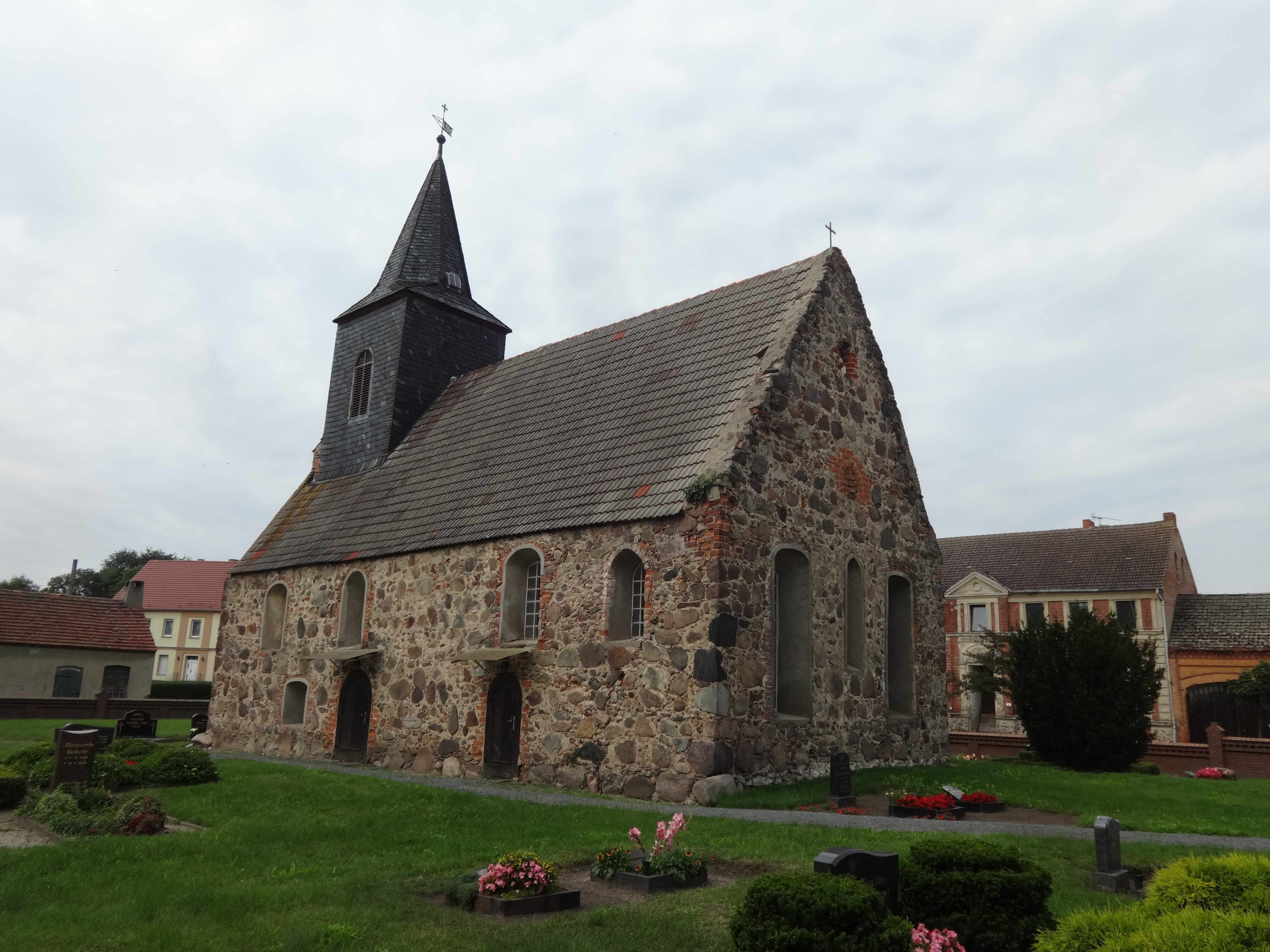
Dorfkirche Neuhof

Die evangelische Dorfkirche Neuhof ist eine gotische Saalkirche aus dem Ende des 14. Jahrhunderts in Neuhof, einem Ortsteil der Stadt Jüterbog im Landkreis Teltow-Fläming im Land Brandenburg. Die Kirchengemeinde gehört zum Kirchenkreis Zossen-Fläming der Evangelischen Kirche Berlin-Brandenburg-schlesische Oberlausitz.

## Lage
Die Dorfstraße führt von Westen kommend auf den historischen Dorfanger zu. Dort spannt sie ein ellipsenförmiges Grundstück auf und verläuft weiter in nordöstliche Richtung. Die Kirche steht auf dieser Fläche, die mit einer Mauer aus Mauersteinen eingefriedet ist.

## Geschichte
Neuhof wurde 1170 erstmals urkundlich erwähnt und diente in den folgenden Jahrhunderten dem Kloster Zinna als Wirtschaftshof. Es ist daher anzunehmen, dass die Zisterzienser den Bau einer Kirche in Auftrag gaben. Dendrochronologische Untersuchungen des Dachwerks haben ergeben, dass mit den Arbeiten im Jahr 1393 begonnen wurde. Zu dieser Zeit wurde das Holz für den Dachstuhl geschlagen. Der Sakralbau wurde demnach Ende des 14. Jahrhunderts errichtet. 1873 erneuerte die Kirchengemeinde den Dachreiter.

## Baubeschreibung

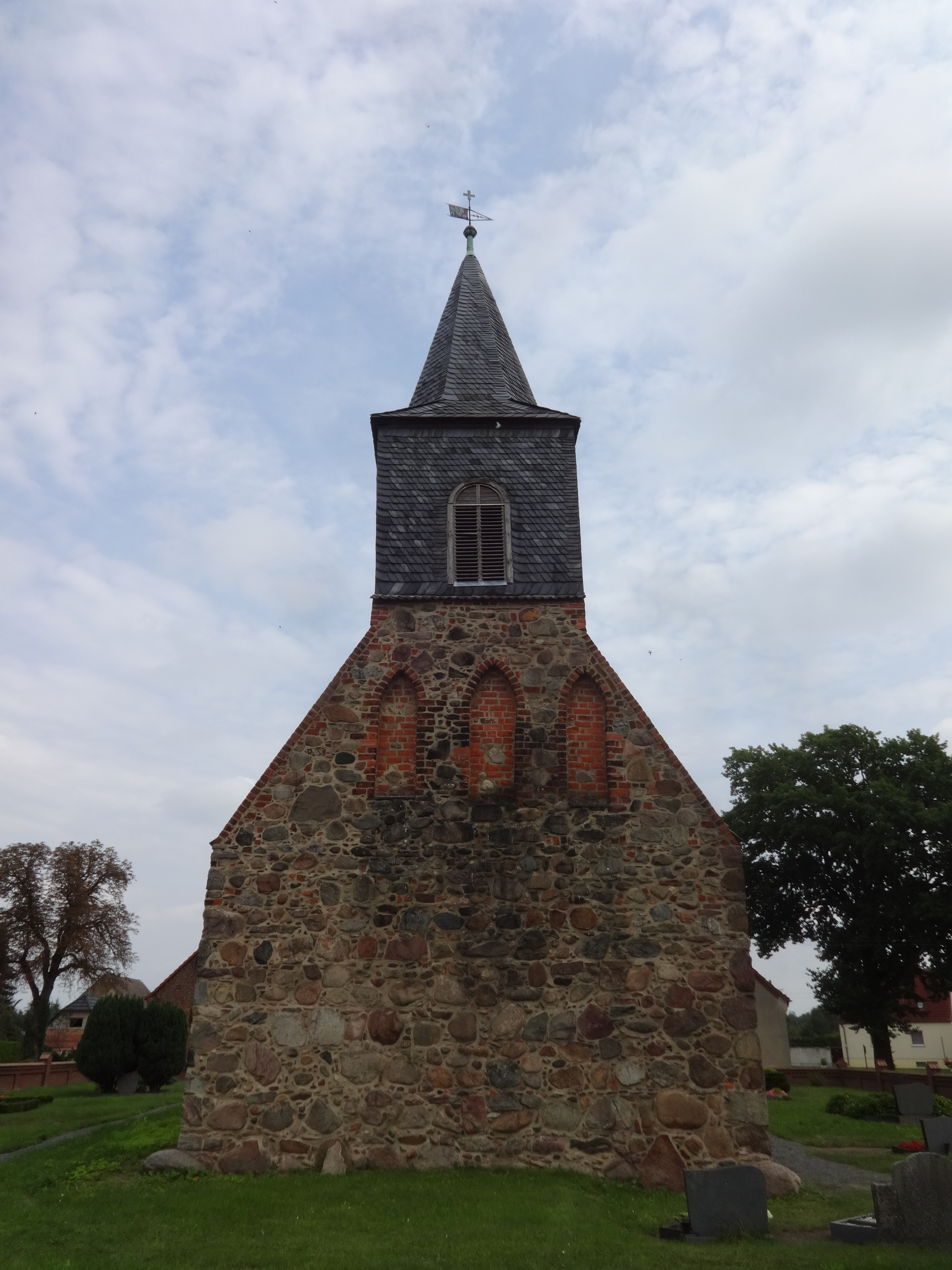
Ansicht von Westen

Das Bauwerk wurde aus Mischmauerwerk bestehend aus unbehauenen Feldsteinen, Mauersteinen und Steinsplittern errichtet. Der Chor ist gerade und nicht eingezogen. An der östlichen Wand sind zwei große, tiefsitzende und bienenkorbförmige Fenster, dazwischen mittig ein schmales Stichfenster, das noch von einer ursprünglichen Dreifenstergruppe aus der Bauzeit der Kirche stammen könnte. Darüber ist im Giebel ein mit rötlichen Mauersteinen zugesetztes Ochsenauge erkennbar – ein möglicher Hinweis auf ein geplantes, aber nicht ausgeführtes Tonnengewölbe. Oberhalb ist ein kleines Fenster sowie am Dachfirst ein Kreuz.
Das Kirchenschiff hat einen rechteckigen Grundriss. An der Südseite sind am Chor in westlicher Richtung ein segmentbogenförmiges Fenster, darunter eine Pforte. Östlich davon ist auf der Höhe des genannten Fensters ein weiteres, gedrückt-spitzbogenförmiges Fenster. Ähnlich sind auch die Fenster im Kirchenschiff. Nach Westen hin ist ein größeres, nach Osten hin ein schmaleres Fenster mit einer darunterliegenden Pforte. Hinzu kommt ein weiteres, tief gesetztes Fenster zwischen den beiden Öffnungen. Die Laibung der Fenster wird durch geschrägte Faschen betont; an allen sind Ausbesserungsarbeiten mit rötlichem Mauerstein erkennbar. Gleiches gilt für die Pforten. An der Nordseite sind lediglich zwei hochgesetzte, größere Fenster sowie jeweils westlich davon zwei deutlich kleinere Öffnungen. Das Kirchenschiff ist mit einem schlichten Satteldach gedeckt.
Der Westturm nimmt die volle Breite des Kirchenschiffs auf. An seiner westlichen Fassade ist keine Öffnung. Im Giebel sind drei mit Mauersteinen zugesetzte, spitzbogenförmige Blenden. Daran schließt sich ein quadratischer Turmhelm an. Er ist mit schwarzem Schiefer verkleidet und hat an jeder Seite eine segmentbogenförmige Klangarkade. Das Pyramidendach schließt mit Turmkugel, Wetterfahne und Kreuz ab.

## Ausstattung

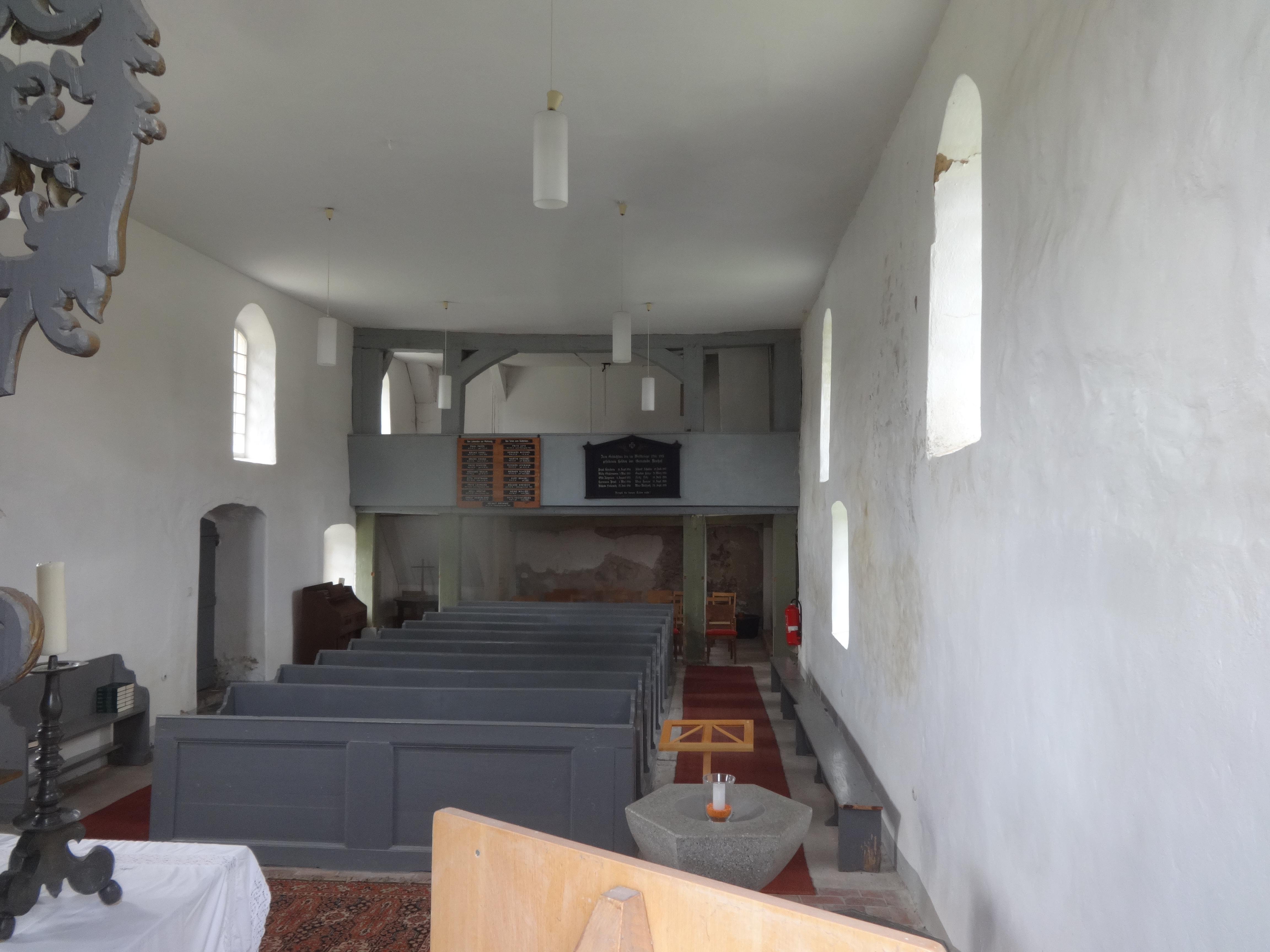
Blick ins Kirchenschiff

Der hölzerne Kanzelaltar stammt aus der Zeit um 1700. Er besteht aus zwei Säulen, die mit Akanthus verziert sind. Der polygonale Kanzelkorb ist mit Fruchtgehängen geschmückt. In seinen Brüstungsfeldern sind Bilder des Jesuskindes im Triumph über den Tod sowie die Evangelisten dargestellt. Das barocke Gestühl ist schlicht gehalten. Eine Kirchenlade entstand vermutlich im 16. Jahrhundert, ist aber auf das Jahr 1764 datiert. An den Brüstungsfeldern der Empore hängen zwei Gedenktafeln für Gefallene.
Das Bauwerk ist in seinem Innern flach gedeckt und verputzt.